# ابوالحسن عمیدی نوری
ابوالحسن عمیدی نوری (۱۲۸۲ تهران - ۱۳۵۹ تهران) نویسنده، روزنامه‌نگار و وکیل دادگستری، در ابتدای نهضت ملی یکی از پایه‌گذاران جبههٔ ملی ایران و یاران دکتر محمد مصدق بود که علیه او چرخید و پس از ۲۸ مرداد ۱۳۳۲ به معاونت نخست‌وزیر و نمایندگی مجلس رسید. او پس از انقلاب محاکمه و اعدام شد.

## زندگی‌نامه
ابوالحسن عمیدی نوری فرزند محمدخان عمیدالشعرا نوری در سال ۱۳۸۲ خورشیدی در تهران متولد شد. وی در مدرسهٔ سپهر در تهران دورهٔ دبستان را گذراند، سپس در رشتهٔ ادبی در دارالفنون ادامه تحصیل پرداخت و سرانجام در سال ۱۳۰۷ از مدرسه حقوق فارغ‌التحصیل شد.

### عدلیه
پیش از آن‌که از مدرسه حقوق فارغ‌التحصیل شود، در سال ۱۳۰۶ که علی‌اکبر داور دست به تجدید بنای عدلیه زد و قضات قدیمی و سنتی را برکنار و قضات جوان را به کار گماشت، او را دعوت به کار کرد. عمیدی نوری به عنوان معاون مدعی‌العموم (دادستان) تهران مشغول به کار شد اما دوران قضاوتش دو سه سالی بیشتر به طول نینجامید. خودش ماجرای خروجش را از عدلیه چنین روابت کرده‌است: «محاکمهای بین مرحوم مدرس با مستأجرش در شهریار شد. ادعا این بود که املاک شهریار موقوفه است و در اختیار مرحوم مدرس است. مستأجر میگفت در اختیار من است. قرار تحقیق محلی صادر شد. بنده به سمت مدعی‌العموم محکمه، آقای علی بهزادی که یکی از قضاتند به سمت عضو علیالبدل، آقای عباس شعری رئیس محکمه جنایی بودند به سمت منشی رفتیم. منتهی تحقیقات محلی متأسفانه بر علیه مرحوم مدرس بود. مرحوم مدرس دید که در عدلیه جدید حیثیتش میرود، ما هم نمیتوانستیم که به مرحوم مدرس کمکی بکنیم، تشریف آوردند در تهران و رفتند خدمت مرحوم داور و فرمودند که قضات عدلیه ماه رمضان روزه خوردند. این نسبتی بود که به ما دادند که در سفر ماه رمضان روزه خوردیم. شاید جناب آقای شادمان که آن وقت در دادگستری تشریف داشتند، میدانند جناب آقای نورالدین امامی هم میدانند و این معروف شد آن وقت در عدلیه که سه نفر قاضی که روزه خوردهاند و باید منتظر خدمت شوند و مرحوم داور هم مقاومت کردند و گفتند این حرف‌ها چیست؟ منتهی یک کمیسیون داشتند که کارهایی داشتند و مجبور بودند آن کارها را بگذارنند. بعد از فروردین آن سال برای این که ما از بین نرویم یعنی اساس استقلال این سه قاضی به هم نخورد، حکم انتظار خدمت برای سه نفر صادر کردند یکیش هم بنده بودم. بعد هم بلافاصله هر سه نفر ما را دعوت کردند به کار. بنده قبول نکردم. بنده به خود مرحوم داور گفتم عدلیهای که شما وزیرش هستید، یک روز برای خاطر مرحوم مدرس ابلاغ انتظار خدمت میدهید، یک روز هم میگویید بیا با رتبه هفت مدعی‌العموم فارس بشود، بنده نمیشوم».

### روزنامه‌نگاری
عمیدی نوری از آن پس به وکالت دادگستری پرداخت. پس از شهریور ۱۳۲۰ و باز شدن فضای مطبوعات به روزنامه‌نگاری روی آورد و مقالاتش ابتدا در روزنامهٔ‌های طوفان و ستارهٔ ایران چاپ می‌شد. سپس خودش روزنامه‌ای به نام داد را منتشر کرد و مقالات تندی علیه رضا شاه نوشت. روزنامهٔ داد به‌خصوص به علت مقالات عمیدی نوری با نام «پشت پردهٔ سیاست و زیرپردهٔ سیاست» خوانندگان بسیاری پیدا کرد.
عمیدی نوری کتابی نیز به نام آذربایجان دمکرات نوشت که در آن اقدامات فرقه دموکرات را در آذربایجان ستود. این کتاب بعدها از بازار جمع شد. در سال ۱۳۲۵ نیز همراه هیئتی بود که با قوام‌السلطنه برای مذاکره بر سر آذربایجان با استالین به مسکو رفت. عمیدی نوری همزمان در انتشار روزنامه‌های نوروز ایران و پرورش نیز شرکت داشت. او را از مؤسسان اتحادیه مطبوعات ایران می‌دانند.
او در دوران نخست‌وزیری مصدق ابتدا جزو پشتیبانان مصدق بود اما پس از مدتی به صف مخالفان پیوست. چندین بار روزنامه‌اش توقیف و خودش زندانی شد. پس از ۲۸ مرداد ۱۳۳۲ در دولت زاهدی به معاونت سیاسی نخست‌وزیر رسید و همزمان ریاست ادارهٔ کل انتشارات و تبلیغات را عهده‌دار شد. سال بعد به عنوان نمایندهٔ بابل به مجلس شورای ملی رفت و علیه همه اعضای دولت مصدق به اتهام دخالت در انتخابات مجلس هفدهم اعلام جرم کرد. او دو دوره نماینده بابل بود (دوره‌های هجدهم و نوزدهم).
عمیدی صاحب ثروت بسیاری در مازندران شده بود، چرا که پس از ۱۳۲۰ وکالت زارعینی را به عهده گرفت که اراضی‌شان را رضا شاه غصب کرده بود و بابت حق‌الوکاله صاحب زمین‌های بسیاری شد.

## اعدام
عمیدی نوری در سال ۱۳۵۹ شمسی با حکم دادگاه انقلاب جمهوری اسلامی ایران به مرگ محکوم و اعدام شد.

## آثار
- یادداشت‌های یک روزنامه‌نگار (خاطرات)
- آذربایجان دمکرات
- تخت جمشید
- جرم و مجازات